# Alessandro Ferraù
Alessandro Ferraù (Messina, 1º aprile 1913 – 2 aprile 1994) è stato un giornalista e sceneggiatore italiano.

## Biografia
Interessatosi di cinema in giovanissima età, dalla metà degli anni '30 è redattore di diverse riviste, tra le quali Il Corriere Cinematografico, Cinestar, Cinespettacolo e Cinema d'oggi. Per molti anni, nel periodico Il Giornale dello Spettacolo ha pubblicato ed analizzato gli incassi dei film di produzione italiana. Nel 1950, insieme a Gino Caserta, fu l'ideatore della serie di volumi Annuario del Cinema Italiano (oggi con la denominazione Annuario del Cinema Italiano & Audiovisivi) e, a partire dal 1954, promosse il premio Una vita per il cinema, interrotto nel 1992 e ripreso nel 2009. Insieme a Eduardo Passarelli, nel 1952 curò la prima biografia di Totò, Siamo uomini o caporali, pubblicata nuovamente postuma nel 1996 con aggiunte, da Liliana de Curtis e curata da Matilde Amorosi con il titolo Totò. Siamo uomini o caporali? Diario semiserio di Antonio De Curtis. Nel 1964 pubblicò il volume Prontuario dei termini politici, economici e sociali in uso in Italia. Dal 1970 fu il curatore dell' Annuario degli Attori.
Dal 1951 al 1955 e, in seguito, dal 1961 al 1968 fu inoltre sceneggiatore e, talvolta, soggettista, di una ventina di film di genere, spaziando dal melodrammatico al mitologico, al western all'italiana, fino allo spionistico. Collaborò soprattutto con Domenico Paolella, ma anche, tra gli altri, con Carlo Lizzani e Vittorio Cottafavi. Sposato dal 1939 con Tetella Onorati, scompare il 2 aprile del 1994, il giorno dopo aver compiuto 81 anni.

## Filmografia

### Sceneggiatore
- Le meravigliose avventure di Guerrin Meschino, regia di Pietro Francisci (1951)
- Tripoli, bel suol d'amore, regia di Ferruccio Cerio (1952)
- Ai margini della metropoli, regia di Carlo Lizzani (1952)
- Ti ho sempre amato!, regia di Mario Costa (1953)
- Il sacco di Roma, regia di Ferruccio Cerio (1953) – anche soggetto
- Il cavaliere di Maison Rouge, regia di Vittorio Cottafavi (1953)
- Due lacrime, regia di Giuseppe Vari (1954)
- La cortigiana di Babilonia, regia di Carlo Ludovico Bragaglia (1955)
- I mongoli, regia di Leopoldo Savona e Riccardo Freda (1961) – anche soggetto
- Rosmunda e Alboino, regia di Carlo Campogalliani (1961)
- Maciste contro lo sceicco, regia di Domenico Paolella (1962) – anche soggetto
- Ursus gladiatore ribelle, regia di Domenico Paolella (1962) – anche soggetto
- Maciste contro i mongoli, regia di Domenico Paolella (1963) – anche soggetto
- Kindar l'invulnerabile, regia di Osvaldo Civirani (1964) – anche soggetto
- Il trionfo di Ercole, regia di Alberto De Martino (1964) – anche soggetto
- Maciste nell'inferno di Gengis Khan, regia di Domenico Paolella (1964) – anche soggetto
- Il gladiatore che sfidò l'impero, regia di Domenico Paolella (1965) – anche soggetto
- Il massacro della foresta nera, regia di Ferdinando Baldi (1966) – anche soggetto
- Il figlio di Django, regia di Osvaldo Civirani (1966) – anche soggetto
- Ric e Gian alla conquista del West, regia di Osvaldo Civirani (1967) – anche soggetto
- Granada, addio!, regia di Marino Girolami (1967) – solo soggetto
- Mano di velluto, regia di Ettore Fecchi (1967)